# كريس جارنر
كريس جارنر (بالإنجليزية: Chris Garner)‏ هو لاعب كرة مضرب أمريكي، ولد في 7 أبريل 1969 في بيلفونتي في الولايات المتحدة.

## وصلات خارجية
- كريس جارنر على موقع رابطة محترفي التنس (الإنجليزية)
- كريس جارنر على موقع الاتحاد الدولي لكرة المضرب (الإنجليزية)
- كريس جارنر على موقع خلاصة التنس.كوم (الإنجليزية)